# 大久保直弥
大久保 直弥（おおくぼ なおや、1975年9月27日 - ）は、元ラグビー 日本代表選手、ラグビー指導者。2023年8月にU20日本代表のヘッドコーチに就任した。法政大学からラグビーを始め、1999年・2003年のワールドカップに出場。引退後はトップリーグ・リーグワンのチームのコーチ職を歴任した。サンウルブズ最終年のヘッドコーチも務めた。

## プロフィール
- 神奈川県出身。
- ポジションはロック(LO)、フランカー(FL) [2]。
- 日本代表キャップは23。
- ニックネームはOX。

## 経歴
中学校の時は野球をしていた。元プロ野球選手の井端弘和とは同じ町内でチームメイト。井端とキャッチボール をした時に、明らかに球の回転が違うので、こういう奴がプロになるんだなと思った。
法政第二高校ではバレーボール部に所属し、インターハイや国体に出場した。大学進学に際して、当時の法政大学バレー部が強く、同期に元日本代表の朝日健太郎がいて、試合に出るポジションが無いと思い、別のスポーツをやろうと決めた。
最初は、大学から始める人が多いアメリカンフットボールをやろうと思いバレー部の監督に相談したら「お前はアメフトじゃなくて、ラグビーをやれ」と言われた。
法政大学に進学。ラグビー部に入ったが最初は15人でやること以外、ポジションもルールもよく分かってなかった。最初の練習にバレーの練習着を着ていくほど鈍感だった。バレーをやってた奴にラグビーができるわけないと先輩から面と向かって言われた。協調性があり、責任感が強いところが認められ、２年目から試合に出られた。運動神経は万能ではなくむしろ不器用で、足は遅くはないが、ラグビーを始めた時に監督から「お前の走り方ダチョウみたいだな」と言われた。
大学卒業後にサントリー入社。当時のサントリーは常勝軍団ではなく、勝つ力はあるが、なかなか継続して勝てないチームだった。
1999年度、全国社会人大会でベスト8に残れなかったことで清宮克幸などのベテランから世代交代した。監督の判断で3年目のレギュラーの中から大久保がキャプテンに選ばれた。
2000年度、日本選手権で神戸製鋼と引き分け両チーム優勝。
2001年、サントリー単独チームでウェールズ代表を破る金星を挙げる。
2001年度、全国社会人大会と日本選手権で優勝。
2002年度、全国社会人大会で優勝したが日本選手権では準優勝だった。
2003年にワールドカップに集中する為にプロに転向し、キャプテンを先輩の早野貴大に引き継ぐ 。
日本代表は遠い存在だったが、平尾誠二が監督になり、日本が変わっていく期待があった。社会人2年目の1999年、日本代表に選ばれトンガ戦にて初キャップを獲得。1999年ワールドカップに出場。現日本代表監督のジェイミー・ジョセフなど外国人選手が主体となって日本人選手を引っ張っていて、この仲間と練習を積み重ねて成長していったら勝てるんじゃないかという期待を持っていた。
2003年のラグビーワールドカップでは日本は向井昭吾HCのもと、主将に箕内拓郎、副将に大久保と大畑大介と、1975年生まれのトリオをリーダーに臨んだ。
初戦のスコットランド戦では一時4点差まで詰め寄ったが 11－32で敗れた。しかし全員が低く激しいタックルで対抗し、地元紙からは「ブレイブ・ブロッサムズ（勇敢な桜の戦士たち）」と呼ばれるほどの奮闘を見せた。
3連敗で迎えた最終戦の前日ミーティングで大久保が、「明日は、未来につながる戦いをしよう。明日は、日本の人達がみんな注目して観てるよ。日本の子供達や若い選手達が感動するような戦いをしようぜ。」と言った。
2004年、ニュージーランドNPCのサウスランド州選抜入り。 1シーズンプレー後、サントリーに復帰。2008年シーズンを最後に引退。
大久保のプレイは不器用だが、自分が出来ることには一切妥協せず、ハードタックルを反復し、逃げない勇気と献身性があった
。
一年間実家の豆腐屋を手伝った後。2010年シーズンからサントリーのFWコーチに就任。エディー・ジョーンズが日本代表ヘッドコーチに転出したことを受け、2012年にサントリー新監督に就任し、コーチ・監督として日本選手権3連覇、トップリーグ2連覇を経験。
2015年にサントリーの監督を退任し、NTTコミュニケーションズシャイニングアークスのFWコーチに就任した。
2018年からスーパーラグビー・サンウルブズのコーチングスタッフに参加、2020年には、日本人で初めてスーパーラグビーチーム（サンウルブズ）のヘッドコーチに就任したが、新型コロナウイルス感染症の拡大防止のため、スーパーラグビー2020は6試合で打ち切られた。
2020年7月27日、トップリーグの2021年1月からのシーズン、ヤマハ発動機ジュビロのヘッドコーチ就任が発表された。
2023年まで、静岡ブルーレヴズのアシスタントコーチを務め、2023年5月に退団した。
2023年8月17日、U20日本代表のヘッドコーチに就任した。

## その他
- ラグビーを始めたのが法政大学入学後にも関わらず最終的に日本代表まで上り詰めており、これはここ十数年のプロ化が進んでいるラグビーの状況を考慮すると極めて異例のケースといえる。同様のケースとして大野均がいる。
- かつてサントリーでプレーしていたとき、大久保尚哉という読みが全く同じ名前の選手も在籍していた。そのため尚哉の方は入団当初「新大久保」「小久保」と呼ばれていたが、後に高校時代のあだ名である「カツオ」と呼ばれるのが通例となった。ちなみに二人共日本代表キャップ保持者である。
- 読書をする中で『人間万事塞翁が馬(にんげんばんじさいおうがうま)』という言葉の意味を知った時に「これ俺の人生に似てないか？」というのがあり、このマインドセットはラグビー選手にとって大事だと思った[4]。
- 弟は元バレーボール選手・現埼玉上尾メディックス監督の大久保茂和[16]。

## 脚註
1. ↑  大久保 直弥氏をアシスタントコーチに招聘 サンウルブズ
2. ↑  大久保直弥トップリーグ
3. ↑  #153 大久保 直弥サントリーサンゴリアス2008年8月14日
4. 1 2  大久保直弥HCが自分の人生そのものだという言葉ニッポン放送2020年7月20日
5. 1 2  過去のワールドカップ - 第5回大会日本ラグビーフットボール協会
6. ↑  日本代表の軌跡　第5回大会2003年ラグビーワールドカップ2019
7. 1 2  熱く燃えた15年の軌跡。さらば、男・大久保直弥。Number 2009年4月29日
8. ↑  村田 祐造「ラグビーワールドカップに学ぶ、最高のチームを作る方法」KEIO MCC 2019年5月14日
9. ↑  第5回オーストラリア大会（2003年）ラグビーW杯2019
10. ↑  #198 大久保 直弥サントリーサンゴリアス2010年7月12日
11. ↑  サントリー新監督、大久保コーチが昇格 サンケイスポーツ 2012年3月22日閲覧
12. ↑  大久保直弥 サントリー前監督がＮＴＴコムＦＷコーチ就任
13. ↑  大久保直弥氏がヤマハ発動機ジュビロのヘッドコーチに就任 スーパーラグビー史上日本人初のヘッドコーチが、最後のトップリーグで頂点を目指すＪSportsコラム&ニュース
14. ↑  主体性と革新を。大久保直弥HCを携え、ヤマハ率いる堀川ビジョンRUGBY REPUBLIC 2020年9月18日
15. ↑  “U20日本代表ヘッドコーチ　大久保直弥氏就任のお知らせ”.   JRFU. 2023年8月17日閲覧。
16. ↑  「サントリーサンゴリアス スピリッツ#10 大久保 直弥 - 1  『ヘッズアップ』」『サントリーサンゴリアス スピリッツ#10 大久保 直弥 - 1  『ヘッズアップ』』。2025年3月21日閲覧。